# Paule Morly
Charlotte Mélanie Augustine Martin dite Paule Morly, née le 2 mai 1881 dans le 18e arrondissement de Paris et morte le 10 octobre 1926 dans le 10e arrondissement, est une danseuse de café-concert, chanteuse d'opérettes, actrice de théâtre et de cinéma muet française.

## Biographie
Charlotte Mélanie Augustine Martin est la fille de Louis Auguste Martin, tailleur, et d'Amélie Mensching qui est la belle mère du danseur comique aux Ambassadeurs et chorégraphe de la Scala, Eugénio (†1919),.
Paule Morly débute comme danseuse dans des revues de la Belle Époque, avec Eugénio comme partenaire. Elle remporte ses premiers succès de danseuse à la Scala. Puis, des auteurs lui confient des rôles dans les revues, ce qui lui donne l'idée d'aborder la comédie. Elle est l'interprète de Georges Feydeau, et revient en comédienne à la Scala.
L'opérette  lui donne l'occasion de se montrer dans un genre nouveau, et les frères Isola lui confient un rôle dans l'adaptation française de No, No, Nanette au théâtre Mogador.
Elle épouse en avril 1926 Robert Hasti.

## Revues
- 1899 : Tu l'as le Sourire, revue au Divan japonais[7].
- 1903 : A l'Alca...tiare!…, revue de Charles Quinel à l'Alcazar d'été[8],[9].
- 1904 : A travers chants, revue d'Henry de Gorsse et Georges Nanteui  à l'Alcazar d'été[10],[11],[12].
- 1905 : Ça Pousse l'Amour !..., revue d'Eugène Héros, à la Scala[13].
- 1906 : Vive Paris, revue d'Henry de Gorsse et Georges Nanteuil à l'Alcazar d'été[14].
- 1907 : Pour vos beaux yeux, revue de Emile Codey et E.P Lafargue à la Scala[15].
- 1908 : La Revue de Pâques, revue d'Adrien Vely au théâtre de la Gaité[16].
- 1909 : Paillasses et Gogos, revue de Jacques Redelsperger à la Scala[17],[18].
- 1911 : A Ciel ouvert, revue de Henri Kéroul et Valentin Tarault, musique de Paul Monteux-Brisac, à la Scala[19],[20] .
- 1912 : En chair… et en rosse, revue de Valentin Tarault et Georges Arnould, au Moulin Rouge[21].
- 1915 : Sous les drapeaux, revue aux Folies-Bergère[22].
- 1916 : Pan ! sur les K...boches, revue de Valentin Tarault au Concert européen[23].

## Opérettes
- 1907 : Madame Barbe-bleue, de P.L. Flers et Georges Arnould, à La Cigale, 15 janvier[24],[25],[26],[27].
- 1908 : Little Jap…, opérette de Paul Franck, musique Édouard Mathé, à la Scala, 17 janvier, Kirimon[28],[29].
- 1909 : Mamzelle Main Leste, opérette-bouffe de  M.J. Meryl et Alexandre Petit-Mangin, musique de Charles Cuvillier  à la Scala, 1er décembre[30].
- 1910 : Le Circuit du leste, opérette-revue de P.L. Flers et Eugène Héros, à la Scala[31].
- 1911 : Princesses dollar, opérette d'Alfred Maria Willner et Fritz Grünbaum (en), musique de Leo Fall, adaptation française de Willy, version d'Antony Mars et Maurice Desvallières à la Scala.

## Chansons créée par Paule Morly
- 1904 : Lettre pour Gaston[32].
- 1904 : Tellement innocente, paroles de Georges Arnould et Jean Daris, musique d'Eugène Poncin[33].
- 1905 : Souvenirs féminins[34].
- 1907 : Les Chemises politiques, paroles de Georges Arnould, musique de Octave Lamart, à la Scala[35].
- 1911 : Mimine, paroles de Paul Briollet et Léo Lelièvre, musique de Adelmar Sablon, à La Cigale[36].
- 1919 : Le Petit frère à Fernand de Maxime Lyonel[37].

## Théâtre
- 1917 : Paradis, vaudeville de Maurice Hennequin, Paul Bilhaud et A. Barré, reprise à la Renaissance[38].
- 1917 : Vous n'avez rien à déclarer, vaudeville de Maurice Hennequin et Pierre Veber, reprise à la Renaissance[39],[40].
- 1917 : Les Dragées d'Hercule, de Paul Bilhaud et Maurice Hennequin, à la Renaissance[41],[42].
- 1919 : Le Coup de Jarnac, de Henry de Gorsse et Maurice de Marsan, reprise à la Scala, 20 décembre[37],[43].
- 1920 : J'veux tromper ma femme, comédie-vaudeville de Marcel Guillemaud et Claude Marcy au théâtre Déjazet[44],[45].
- 1920 : Vous n'avez rien à déclarer, vaudeville de Maurice Hennequin et Pierre Veber, reprise à la Scala[46].
- 1924 : La Femme à barbe à la Scala[47].

## Filmographie
- 1913 : Rigadin victime de l’amour de Georges Monca.

- 1915 : Il faut que jeunesse se passe de Fernand Rivers.

- 1916 : C’est pour les orphelins !  de Louis Feuillade.

- 1916 :  Chacun son métier de Fernand Rivers.

- 1916 :  Le coup de minuit de Maurice Poggi.

- 1916 :  L’excès en tout est un défaut de Fernand Rivers.

- 1916 :  Gonzague de Fernand River

- 1916 :  L’habit ne fait pas le moine de Fernand Rivers.

- 1916 :  Quand il y en a pour deux de Fernand Rivers.

- 1916 :  Les tribulations d’une marraine

- 1917 : Plouf fait son voyage de noces à Deauville de Fernand Rivers.

- 1917 : Plouf rate un beau mariage de Fernand Rivers.

## Vie privée
Elle se marie en avril 1926 avec le fils du peintre Louis Hista, l'acteur Robert Hasti,,,.